# پینا پیووانی
پینا پیووانی (ایتالیایی: Pina Piovani؛ ‏ ۲۰ مارس ۱۸۹۷ – ۲ ژانویهٔ ۱۹۵۵) بازیگر اهل ایتالیا بود.
از فیلم‌ها یا برنامه‌های تلویزیونی که وی در آن نقش داشته است، می‌توان به زندگی سگی، پلیس‌ها و دزدها، تاکسی شب، قلب و روح، زیبای خفته، شهر رنج، نیروی سرنوشت و صدای سکوت اشاره کرد.